# 24546 Darnell
24546 Darnell è un asteroide della fascia principale. Scoperto nel 2001, presenta un'orbita caratterizzata da un semiasse maggiore pari a 2,5269373 UA e da un'eccentricità di 0,0996092, inclinata di 4,73088° rispetto all'eclittica.